# Castro de Nossa Senhora da Confiança
O Castro de Nossa Senhora da Confiança localiza-se junto à vila de Pedrógão Pequeno no topo do monte do mesmo nome, a cerca de 461 m. de altitude. Trata-se de vestígios arqueológicos de uma pequeno povoado fortificado, de cronologia ainda incerta, mas que se pode ter estendido desde o Calcolítico, passando pela Idade do Ferro e da Idade do Bronze até à época lusitana e à romanização.
O castro tem uma muralha a rodeá-lo, reconhecendo-se muros retilíneos que constituiriam estruturas habitacionais. O castro localiza-se numa zona granítica, perto de vales férteis e do vale glaciar do rio Zêzere.
No castro foram encontrados peças de cerâmica, com e sem decoração, fragmentos de um punhal em bronze, de um almofariz em granito, de um machado polido em anfibolito e lascas de sílex.
Segundo certos autores teria ali existido um pequeno castelo medieval; mas essa informação parece não ser mais que lendária.